# 非情議会
非情議会（英語: Merciless Parliament）とは、1388年2月に訴追派貴族の主導で招集されたイングランド議会の名称。イングランド王リチャード2世の側近たちを大逆罪で訴追した。
「非情議会」のほか、「無慈悲議会」と訳されることもある。なお「非情議会」という呼び名は訴追反対側からの呼び名であり、訴追賛成側は「素晴らしき議会(Wonderful  Parliament)」と呼んだ。

## 歴史
訴追派貴族たちはこの前年の1387年末にラドコット・ブリッジの戦いで国王側近の第9代オックスフォード伯兼アイルランド公ロバート・ド・ヴィアーを撃破した。この戦勝とロンドン市民の支持を勝ち得たことで議会を掌握した。1388年2月2日には議会を招集し、貴族院において国王側近たちを大逆罪で訴追した。
39箇条の告発状が作成され、10日間の審理で判決が下った。
国王最大の側近だったオックスフォード伯と初代サフォーク伯マイケル・ド・ラ・ポールの2人をはじめ、ヨーク大司教アレグザンダー・ネヴィル、王座裁判所首席裁判官ロバート・トレジリアン、前ロンドン市長ニコラス・ブレンバー、寝所騎士で国王の元家庭教師サイモン・バーリーらに死刑判決が下った。しかしオックスフォード伯とサフォーク伯はすでにイングランドから逃げ出しており、判決を聞いたネヴィルも逃げ出した。実際に処刑されたのはトレジリアンやブレンバー、バーリーらだった。
容疑である大逆の事実はきわめて怪しく、この訴追の目的が訴追派貴族による政敵排除にあるのは明白だった。そのため訴追反対派はこの議会を「非情議会」と呼んだ。一方訴追賛成側は「素晴らしき議会（Wonderful  Parliament）」と呼んだ。